# ميغيل غونزاليس (لاعب كرة قدم)
ميغيل غونزاليس (بالإسبانية: Miguel Gonzalez)‏ (1 أكتوبر 1990 بميتشواكان في المكسيك - ) هو لاعب كرة قدم مكسيكي في مركز الهجوم. لعب مع نادي كولورادو سبرينغس وKitsap Pumas ‏ وSound FC (men) ‏.

## وصلات خارجية
- ميغيل غونزاليس على موقع الدوري الأمريكي (الإنجليزية)
- ميغيل غونزاليس على موقع قاعدة بيانات كرة القدم.إي يو (الإنجليزية)
- ميغيل غونزاليس على موقع Soccerway.com (الإنجليزية)